# Neoclytus justini
Neoclytus justini är en skalbaggsart som beskrevs av Louis Alexandre Auguste Chevrolat 1861. Neoclytus justini ingår i släktet Neoclytus och familjen långhorningar.
Artens utbredningsområde är:
- Costa Rica.
- Panama.
- Venezuela.

Inga underarter finns listade i Catalogue of Life.